# 坎貝爾嶺

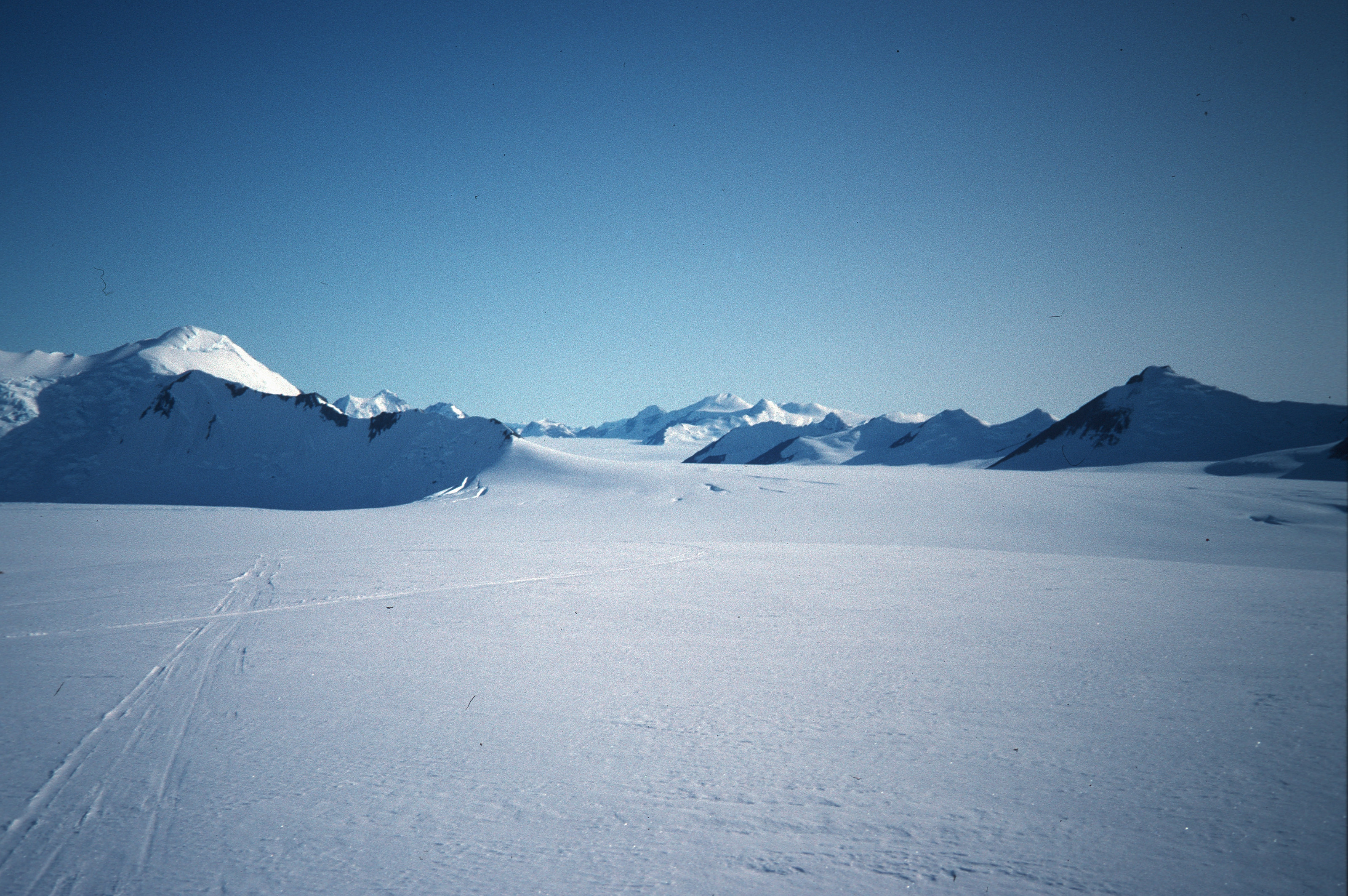

70°23′S 67°35′W / 70.383°S 67.583°W
坎貝爾嶺（英語：Campbell Ridges）是南極洲的山嶺，位於帕爾默地，處於考陶爾德山附近，以美國海軍的上尉指揮官命名，現時由南極條約體系管理。